# Greifswald
Greifswald (njem. Greif ="grifon", Wald ="šuma") grad je u sjeveroistočnoj Njemačkoj, smješten otprilike 200 km sjeverno od Berlina, u pokrajini Mecklenburg-Zapadno Pomorje. Leži na ušću rijeke Ryack u Baltičko more.
Grad ima otprilike 55.000 stanovnika, što uključuje oko 11.500 studenata i 5.000 zaposlenika Sveučilišta Greifswald.

## Vanjske poveznice
- Službena stranica (njem.) (engl.) (šved.) (polj.)

### Ostali projekti
|  | Zajednički poslužitelj ima još gradiva o temi Greifswald |